# Claude Provost
Claude Joseph Antoine Provost (* 17. září 1933 Montréal, Québec – 17. dubna 1984 Florida, USA) byl kanadský hokejový útočník a trenér.

## Hráčská kariéra
Během juniorských let hrál po boku Scottyho Bowmana v týmu Montreal Junior Canadiens v QJHA. Na seniorské úrovni hrál nejprve za Shawinigan Cataracts v QHL.
Když Toe Blake převzal roli trenéra Montreal Canadiens pro sezónu 1955-56, přivedl ho k týmu. Do hvězdného týmu Canadiens by měl přinést více fyzické odolnosti. V hádce s André Pronovaostem a Philem Goyettem, s nimiž spolu také hrál jako junior, defenzivně laděný útočník také rozvíjel své útočné kvality. Jedenáctkrát za sebou se zúčastnil NHL All-Star Game. Rozvoj jeho ofenzivních schopností mu v pozdějších letech vynesl různá ocenění, například nominaci do prvního All-Star týmu. V sezóně 1964/65 se dostal mezi deset nejlepších střelců NHL a v roce 1968 se stal prvním hráčem, který získal Bill Masterton Memorial Trophy. Po devíti vítězstvích ve Stanley Cupu ukončil aktivní kariéru v roce 1970.
V červnu 1971 Canadiens prodali práva Los Angeles Kings, ale on se rozhodl trénovat Rosemount Nationale v QJHL a byl proti návratu do NHL.
V roce 1984 zemřel na infarkt při hraní tenisu na Floridě.

## Ocenění a úspěchy
- 1956, 1957, 1958, 1959, 1960, 1961, 1962, 1963, 1964, 1965, 1967 NHL - All-Star Game
- 1965 NHL - První All-Star Tým
- 1968 NHL - Bill Masterton Memorial Trophy

## Klubová statistika
| Sezóna       | Klub                       | Soutěž       |      | Základní část | Základní část | Základní část | Základní část | Základní část |    | Play off | Play off | Play off | Play off | Play off |
| Sezóna       | Klub                       | Soutěž       | Z    | G             | A             | B             | TM            | Z             | G  | A        | B        | TM       |          |          |
| 1951–52      | Montreal Nationale         | QJHL         | 49   | 24            | 29            | 53            | 46            | 9             | 5  | 2        | 7        | 4        |          |          |
| 1952–53      | Montreal Junior Canadiens  | QJHL         | 46   | 24            | 36            | 60            | 29            | 7             | 6  | 5        | 11       | 10       |          |          |
| 1953–54      | Montreal Junior Canadiens  | QJHL         | 48   | 45            | 39            | 84            | 83            | 8             | 3  | 8        | 11       | 16       |          |          |
| 1954–55      | Shawinigan-Falls Cataracts | QHL          | 61   | 25            | 23            | 48            | 44            | 13            | 6  | 3        | 9        | 6        |          |          |
| 1954–55      | Shawinigan-Falls Cataracts | Ed-Cup       | —    | —             | —             | —             | —             | 7             | 2  | 2        | 4        | 4        |          |          |
| 1955–56      | Shawinigan-Falls Cataracts | QHL          | 9    | 7             | 8             | 15            | 12            | —             | —  | —        | —        | —        |          |          |
| 1955–56      | Montreal Canadiens         | NHL          | 60   | 13            | 16            | 29            | 30            | 10            | 3  | 3        | 6        | 12       |          |          |
| 1956–57      | Montreal Canadiens         | NHL          | 67   | 16            | 14            | 30            | 24            | 10            | 0  | 1        | 1        | 8        |          |          |
| 1957–58      | Montreal Canadiens         | NHL          | 70   | 19            | 32            | 51            | 71            | 10            | 1  | 3        | 4        | 8        |          |          |
| 1958–59      | Montreal Canadiens         | NHL          | 69   | 16            | 22            | 38            | 37            | 11            | 6  | 2        | 8        | 2        |          |          |
| 1959–60      | Montreal Canadiens         | NHL          | 70   | 17            | 29            | 46            | 42            | 8             | 1  | 1        | 2        | 0        |          |          |
| 1960–61      | Montreal Canadiens         | NHL          | 49   | 11            | 4             | 15            | 32            | 6             | 1  | 3        | 4        | 4        |          |          |
| 1961–62      | Montreal Canadiens         | NHL          | 70   | 33            | 29            | 62            | 22            | 6             | 2  | 2        | 4        | 2        |          |          |
| 1962–63      | Montreal Canadiens         | NHL          | 67   | 20            | 30            | 50            | 26            | 5             | 0  | 1        | 1        | 2        |          |          |
| 1963–64      | Montreal Canadiens         | NHL          | 68   | 15            | 17            | 32            | 37            | 7             | 2  | 2        | 4        | 22       |          |          |
| 1964–65      | Montreal Canadiens         | NHL          | 70   | 27            | 37            | 64            | 28            | 13            | 2  | 6        | 8        | 12       |          |          |
| 1965–66      | Montreal Canadiens         | NHL          | 70   | 19            | 36            | 55            | 38            | 10            | 2  | 3        | 5        | 2        |          |          |
| 1966–67      | Montreal Canadiens         | NHL          | 64   | 11            | 13            | 24            | 16            | 7             | 1  | 1        | 2        | 0        |          |          |
| 1967–68      | Montreal Canadiens         | NHL          | 73   | 14            | 30            | 44            | 26            | 13            | 2  | 8        | 10       | 10       |          |          |
| 1968–69      | Montreal Canadiens         | NHL          | 73   | 13            | 15            | 28            | 18            | 10            | 2  | 2        | 4        | 2        |          |          |
| 1969–70      | Montreal Canadiens         | NHL          | 65   | 10            | 11            | 21            | 22            | —             | —  | —        | —        | —        |          |          |
| Celkem v NHL | Celkem v NHL               | Celkem v NHL | 1005 | 254           | 335           | 589           | 469           | 126           | 25 | 38       | 63       | 86       |          |          |